# خوان روبليدو
خوان روبليدو (بالإسبانية: Juan Robledo)‏ (21 أغسطس 1979 بسانتياغو في تشيلي - ) هو لاعب كرة قدم تشيلي في مركز الدفاع. لعب مع أوداكس إيتاليانو وسانتياغو واندررز ونادي قاسم باشا وسانتياغو مورنينغ ‏ ونادي أوسترس ونادي فارنامو واتحاد سان فيليبي ‏ وMjällby AIF ‏.

## روابط خارجية
- خوان روبليدو على موقع اتحاد تركيا (لاعب) (الإنجليزية)
- خوان روبليدو على موقع قاعدة بيانات كرة القدم.إي يو (الإنجليزية)
- خوان روبليدو على موقع Soccerway.com (الإنجليزية)
- خوان روبليدو على موقع عالم كرة القدم.نت (الإنجليزية)